# Debi Nova
Deborah Nowalski Kader (San José, 6 de agosto de 1980), conocida artísticamente como Debi Nova, es una cantautora costarricense.
Ha sido parte de seis proyectos nominados a los Grammys y su canción "One Rhythm" alcanzó la posición número 1 en el Billboard Dance Chart. A lo largo de su carrera ha colaborado con artistas como Kany García, Mark Ronson, Q-Tip, Sergio Mendes, Black Eyed Peas, Sean Paul, Ricky Martin, Franco De Vita y Vicente García.

## Biografía
Debi Nova es hija de José Abraham Nowalski Rowinski y su madre
Raquel Kader Lechtman, de ascendencia judío - polaca. Comenzó tomando clases de piano a los dos años. Posteriormente, dirigió una banda musical en Costa Rica, la cual tuvo el apoyo de fans a través de esta nación. Cantautora desde los 14 años, toca la guitarra. A los 17 años, tomó la decisión de irse a vivir a Los Ángeles, California, en donde continuó sus estudios en la Universidad de California (UCLA) y firmó su primer contrato discográfico. Actualmente radica en San José. Desde el año 2007 mantiene una relación con el arquitecto costarricense John Carlos Osborne Odio, con el cual contrajo matrimonio el 1 de agosto del 2015. Fruto de esta relación, nacería su primera hija Paloma Osborne Nowalski, el día 6 de septiembre del 2021.

## Trayectoria musical
Ha trabajado con artistas como Sean Paul (en la canción "International Affair", del disco Dutty Rock), Sérgio Mendes, Black Eyed Peas, Mark Ronson, Belinda, RBD y Ricky Martin, quien la invitó a participar en su video "Qué más da". Recientemente, escribió una canción para el último disco de la banda mexicana RBD, llamada Camino al Sol. Además participó en las voces secundarias de "Lace and Leather", tema incluido en el disco de la cantante estadounidense Britney Spears Circus.
En el 2004, se convirtió en la primera costarricense en llegar al número uno en la lista de música dance de Billboard con el tema "One Rhythm".
Nova lanzó su primer disco, Luna Nueva, en el 2010, con el sello discográfico Decca. Su primer sencillo de Luna Nueva, "Drummer Boy", llegó a la posición #5 en los charts dance de Billboard y también fue una de las canciones más escuchadas en Costa Rica de la lista de música anglo en mayo de 2010.
Ese mismo año, Debi participó en dos de los programas con mayor audiencia de la televisión norteamericana, “Dancing with the Stars” y “So You Think You Can Dance”. En el 2011, Nova fue invitada por el cantautor venezolano Franco De Vita para participar en la grabación de la canción, “Si Quieres Decir Adiós”, tema que fue incluido en el disco En primera fila de Franco de Vita. Posteriormente lo acompañó en su gira por toda Latinoamérica, realizando más de 60 presentaciones junto al cantautor.
Debi Nova fue una de las artistas invitadas para cantar en el traspaso de poderes el 8 de mayo del 2010 en Costa Rica y donde se nombró oficialmente a Laura Chinchilla como la presidenta de Costa Rica en el período 2010-2014.
En el año 2011 colaboró con Franco De Vita en la canción "Si Quieres Decir Adiós" de su álbum más reciente, En Primera Fila. Ese mismo año se presenta en los premios Herencia Hispana donde por primera vez en televisión presenta su tema Un Día a la Vez.
MTV Latinoamérica le otorgó el premio MTV Chiuku Agente de Cambio, por su trabajo en la campaña de las Naciones Unidas “ÚNETE para poner fin a la violencia contra las mujeres” organizado por UNIFEM y ONU Mujeres y en abril del 2012, fue nombrada embajadora de YUNGA (Youth and United Nations Global Alliance).
Debi Nova fue seleccionada para interpretar el tema oficial de los X Juegos Centroamericanos San José 2013, el mismo tiene el nombre de "Arriba Arriba", en la ceremonia de inauguración el 3 de marzo del mismo año, la cantante participó interpretando el tema. Ese mismo año también fue invitada a participar en la conferencia de TED Joven Pura Vida, compartiendo su historia y su música para incentivar a los jóvenes a seguir sus sueños.
Debi Nova graba Amor para el que la artista seleccionó a un grupo de fanes que la acompañaron el 22 de diciembre del 2013 a grabar el videoclip. Las personas debían grabar con sus celulares a la artista tocando en el piano, y esos videos se integraron en el resultado final de la producción. Nova aseguró a La Nación que en el trabajo final se usó cerca de un 50% del trabajo que aportaron los fanes y el resto fue grabado por el equipo del director Leo Fallas. La grabación se realizó en diciembre, en el parque La Libertad, San José. "Amor" es una de las cuatro canciones que incluye el EP "Un Día A La Vez" presentado en diciembre de ese año desde iTunes.

## Discografía

### Álbumes de estudio
- 2010: Luna Nueva
- 2014: Soy
- 2017: Gran Ciudad
- 2020: 3:33
- 2024: Dar Vida

### EP
- 2013: Un Día A La Vez

## Sencillos
- 2004: "One Rhythm"
- 2010: "Drummer Boy"
- 2013: "Un día a la vez"
- 2014: "Amor"
- 2014: "Emergencia"
- 2014: "Como ola en el Mar"
- 2017: "Gran ciudad"
- 2017: "Hábito"
- 2017: "Dale play"
- 2017: "No nos sobran los domingos"
- 2018: "Bola de cristal"

### Participaciones
- 2003: Tomorrow de Mark Ronson
- 2005: Qué Más Da de Ricky Martin
- 2006: Timeless de Sergio Mendes
- 2008: Circus de Britney Spears
- 2014: Latin Lovers

### Colaboraciones
- 2003: International Affair de Sean Paul
- 2003: Latin Girls de The Black Eyed Peas
- 2005: One Rhythm (Do Yard Riddim Mix), FIFA Football 2005
- 2011: Si Quieres Decir Adiós de Franco De Vita
- 2012: One Woman
- 2014: Por Ultima Vez (Feat.Franco De Vita)
- 2014: Emergencia (Emergency)
- 2014: Cupido (Feat. Ce'cile y Sie7e)
- 2017: Dale Play (Feat. Sheila E.)
- 2017: Gran Ciudad (Barzo Remix)[7]
- 2018: No nos sobran los domingos (Versión Bachata) con Vicente García[8]
- 2018: Paradise de Barzo[9]
- 2018: Tú no te imaginas (Feat. Gian Marco)
- 2019: Quédate (Feat. Pedro Capó)
- 2020: Maggica Navidad (Feat. Río Roma, Paty Menéndez, Ricardo Velázquez, Rodolfo Bueso, Ale y Zelaya)

## Filmografía
| Año  | Título           | Personaje |
| ---- | ---------------- | --------- |
| 2016 | Primero de Enero | Cameo     |

| Año  | Título                                | Rol              | Notas                     |
| ---- | ------------------------------------- | ---------------- | ------------------------- |
| 2010 | Dancing with the Stars                | Invitada musical |                           |
| 2010 | So You Think You Can Dance            | Invitada musical |                           |
| 2016 | Bailando con las estrellas (Colombia) | Concursante      | Ganadora                  |
| 2016 | ASPIREist                             | Presentadora     |                           |
| 2021 | Nace una estrella                     | Jurado           |                           |
| 2021 | Más de mí                             | Ella misma       | Producción de Tony Succar |
| 2023 | Nace una estrella                     | Jurado           |                           |

## Premios y nominaciones
| Año  | Trabajo nominado | Premio            | Categoría                          | Resultado | Referencias |
| ---- | ---------------- | ----------------- | ---------------------------------- | --------- | ----------- |
| 2011 | Carrera          | Premio Lo Nuestro | Artista Revelación del Año         | Nominada  |             |
| 2014 | Soy              | Latin Grammy      | Mejor Álbum Pop Contemporáneo      | Nominada  |             |
| 2017 | Gran Ciudad      | Latin Grammy      | Mejor Álbum Cantautor              | Nominada  |             |
| 2020 | 3:33             | Latin Grammy      | Mejor Álbum Cantautor              | Ganadora  |             |
| 2020 | 3:33             | Latin Grammy      | Mejor Canción Tropical "Quédate"   | Nominada  |             |
| 2021 | 3:33             | Premios Grammy    | Mejor álbum de pop o urbano latino | Nominada  |             |

### Inglés
- Página oficial
- Debi Nova en Twitter
- Debi Nova en Facebook
- Debi Nova en Instagram

- Datos: Q3364612